# Svaneke

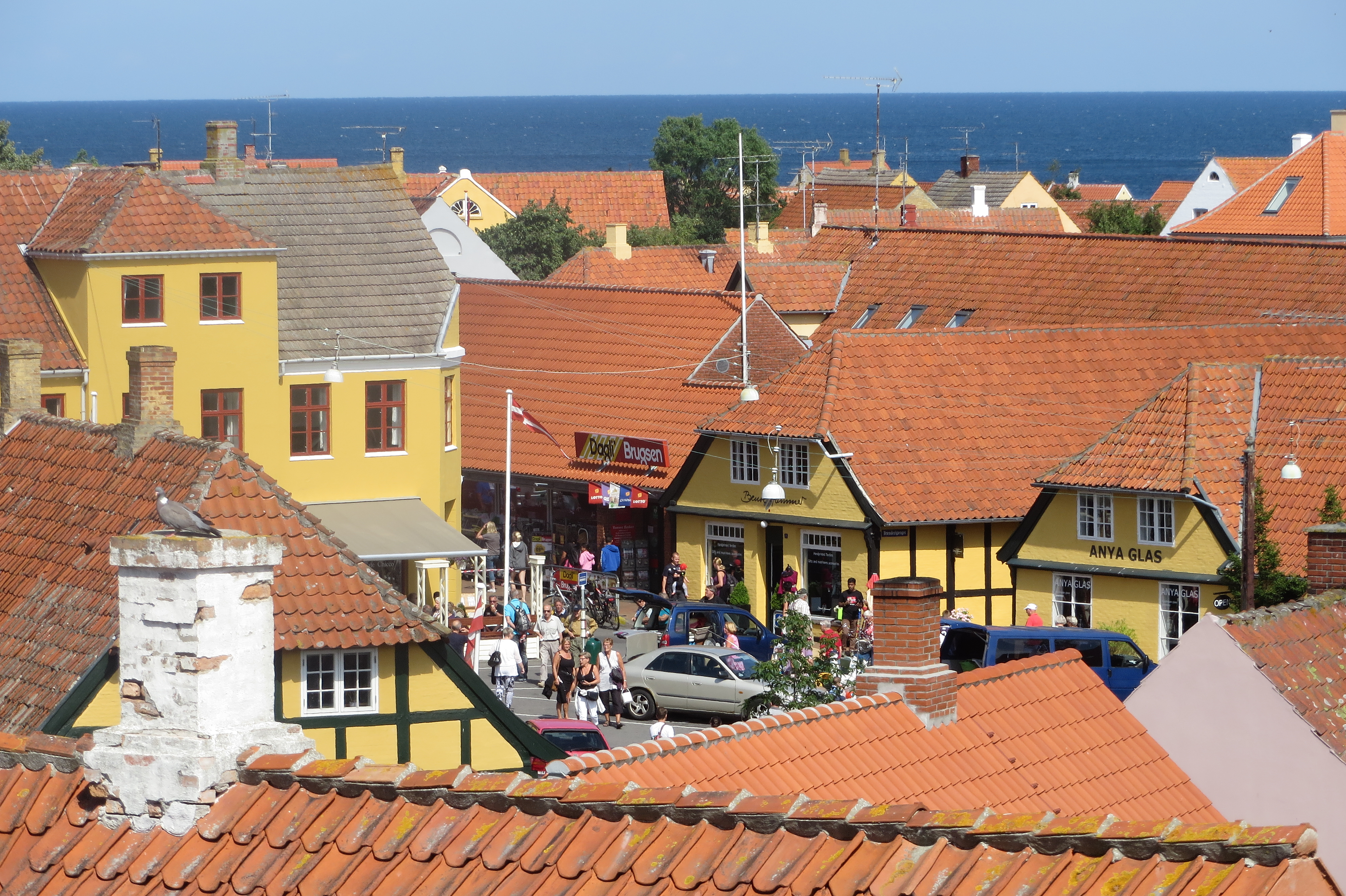
La place du marché

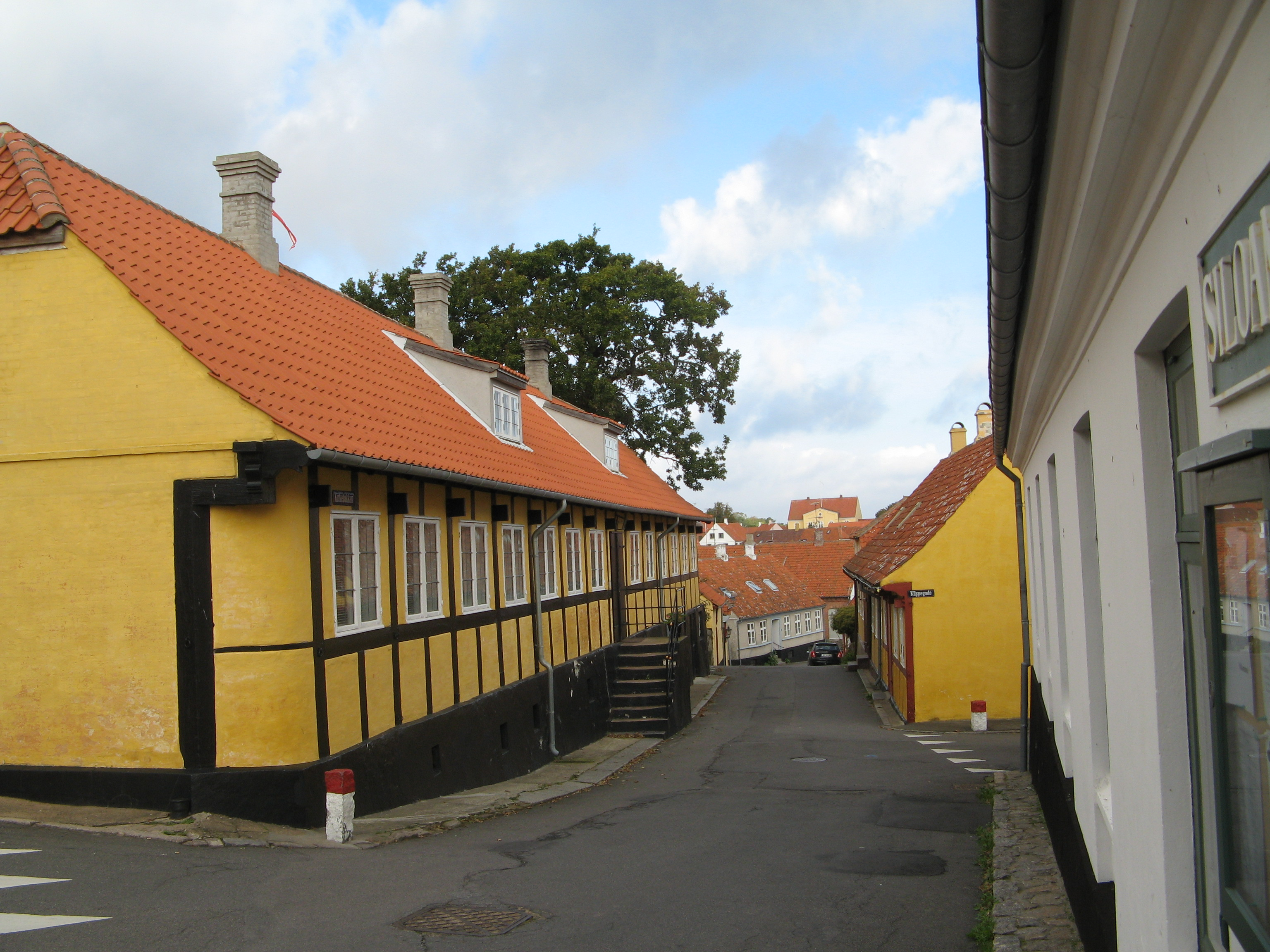
Trois cheminées typiques de Bornholm, Kirkebakken

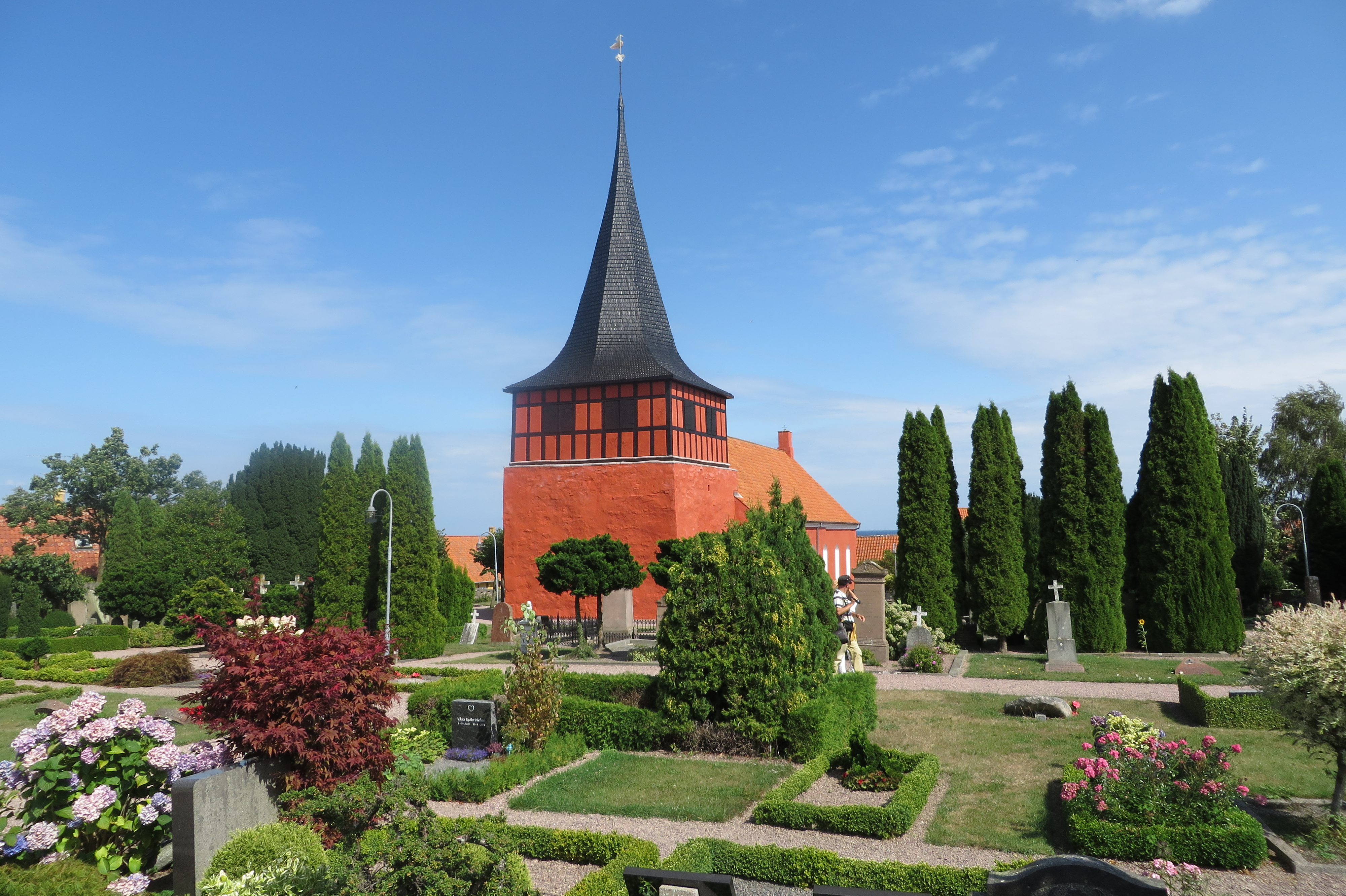
L'église de Svaneke

Svaneke est un bourg de pêcheurs sur la mer Baltique, situé dans le quart nord-est de l'île danoise de Bornholm. Il y a deux petits ports le long de la grand-rue : au nord celui de Vigehavn et au Sud, au pied du phare, celui de Hullehavn.
Grâce aux maisons à colombages pittoresques des XVIIIe et XIXe siècle dans le vieux centre-ville, Svaneke est un centre de villégiature encore très fréquenté. Cela avait incité la ville, dès 1940, à adopter un plan d'urbanisme très strict pour préserver ce centre historique ; elle avait classé plusieurs maisons. En 1969 le musée national de Copenhague a publié un projet de conservation pour Svaneke,. EN reconnaissance des efforts accomplis pour la sauvegarde du patrimoine architectural, la ville de Svaneke a reçu en 1975 la médaille d'or du Conseil de l'Europe.
La vie artistique est riche : peintres, céramistes et souffleurs de verre vivent et travaillent là. La ville possède une usine de fumage du poisson et une confiserie, Svaneke Bolcher. On brasse la bière à Svaneke depuis 1750 (avec une brève période d'interruption). Svaneke Bryghus, ouverte en 2000, est l'une des premières micro-brasseries du Danemark.

## Histoire
Svaneke était sans doute déjà un port de pêche au XIIe siècle. On a découvert non loin de là des plaquettes votives en or, appelées amulettes de Sorte Muld, qui sont antérieures à l'ère viking. En 1555, Svaneke devint le plus petit comptoir du Danemark, statut qui fut toujours important pour les habitants, comme on peut le voir aux belles maisons de négociants le long du port et sur la place du marché. Pendant tout le Moyen Âge, elle était activement fréquentée par les marchands de la Hanse, en particulier d'août à octobre, lors de la pêche aux harengs. Les boutiques et entrepôts s'entassaient alors le long de la côte, autour de Hullehavn.
Afin de promouvoir le commerce, on construisit le port de Svaneke, mais il fut en grande partie détruit par la tempête de 1872 (plusieurs navires s'étaient échoués sur la côte escarpée de Bornholm), et il fallut le reconstruire presque entièrement, ; aussi décida-t-on d'en profiter pour recreuser le chenal afin d'accueillir les cargos à vapeur.
En reconnaissance de ses efforts pour promouvoir l'instruction publique, Johan Nicolai Madvig, natif de Svaneke, fut proclamé citoyen d'honneur en 1873. L'année suivante, on lui dressa un buste dans la rue de Storegarde. Il était ministre des cultes du Danemark, Président du Sénat et fut plusieurs fois recteur de l'université de Copenhague entre 1855 et 1879.
Il y avait alors quelques usines : des scieries, des brasseries et une salaison. La conserverie de poisson date de 1953.
Svaneke n'ayant pas participé à la construction de la ligne ferroviaire Bornholmske Jernbaner, elle n'a jamais eu de gare.
Les mégalithes de Hallebrøndshøj (ou Grisby Hallebrøndshøj) se trouvent dans les environs, à l'ouest de Grisby.

## Architecture
Les vénérables maisons à colombages de Svaneke épousent toutes un même plan : elles n’ont qu’un seul étage, un toit à deux pans ou en croupe, un soubassement sombre en basalte, que les pavés de la rue recouvrent. Si la dénivelée est suffisamment importante, la maison peut bénéficier d'un minuscule grenier. On peut estimer la longueur d'une maison au nombre de colombages, car chaque pan comporte une ouverture de fenêtre ou (en général au centre de la maison) la porte d'entrée. Les plus grandes maisons, comme celle du n°6 de la rue Kirkebakken (datant de 1834), comportent 15 entretoises, et les plus petits, seulement 5. Jusqu'au XIXe siècle, le remplage des façades était assuré par une maçonnerie en briques crues. La confection des murs était abandonnée aux femmes, qui leur donnaient une épaisseur régulière de 6 à 7 pouces. L'inauguration des maisons procédait en deux cérémonies : le Richtfest, lorsque la charpente de bois était posée, et le Lehmfest, lorsque la maçonnerie était achevée. La couleur des maisons est un ocre typique ou le « rouge de Bornholm ». Les règles d'urbanisme strictes ont permis de conserver aux maisons leur aspect d'origine à l'exception de quelques lucarnes, autorisées pour optimiser l'espace à l'étage.
L’église de Svaneke (en « rouge de Bornholm ») se trouve à la périphérie du centre-ville. Son petit cimetière contient plusieurs tombes anciennes. L’église, du gothique flamboyant, possède un clocher bien différent de celui des autres églises de l’île de Bornholm, puisqu'il porte en guise de girouette le symbole de la ville, un cygne en or. Elle a été reconstruite plusieurs fois au long des siècles. Ses éléments les plus anciens remontent aux années 1300, la chapelle de Svaneke est signalée en 1569. Le clocher est daté de 1789. La nef a dû être abattue en 1837 pour être rallongée. La maquette de navire accrochée dans la nef est un élément caractéristique des églises de l’île de Bornholm : elle traduit l'importance de la mer pour les fidèles.
L'usine de fumage se trouve à proximité du port : ses cinq cheminées sont un signe distinctif de l'horizon urbain de Svaneke. Il y a aussi à cet endroit de vieilles batteries de canon. Elles tinrent bon lors des assauts anglais contre les villes de la côte (lors de la Bataille de Copenhague (1801). Le poste de garde de 1841 a servi de dépôt de munitions.
Au sud de la ville, dominant le port de Hullehavn, se dresse le phare, haut de 18 m. Jusqu'à son inauguration, en 1918, les côtes rocheuses de Bornholm étaient réputées pour le nombre de naufrages. L'exploitation du phare a été abandonnée depuis 2010, et il a été mis en vente,.
Dans la moitié nord de la ville se trouve le château d'eau en béton armé, de forme conique. Cet édifice aux lignes modernes a été conçu en 1952 par l'architecte danois Jørn Utzon. On peut voir non loin de là deux moulins à vent, l'un sur pivot (datant de 1634) et l'autre à jupe : le Svanemøllen, de 1877.

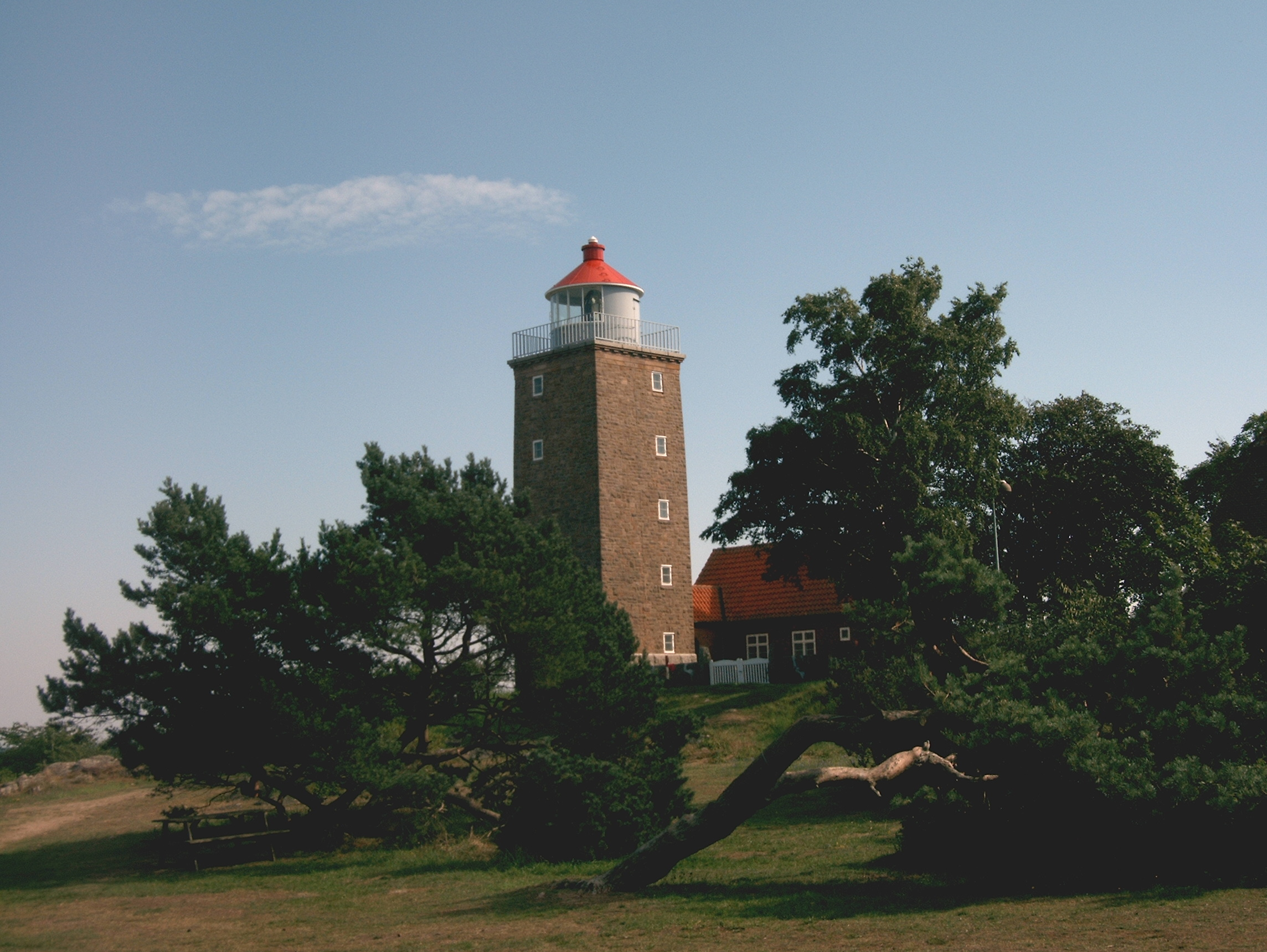
Le phare de Svaneke
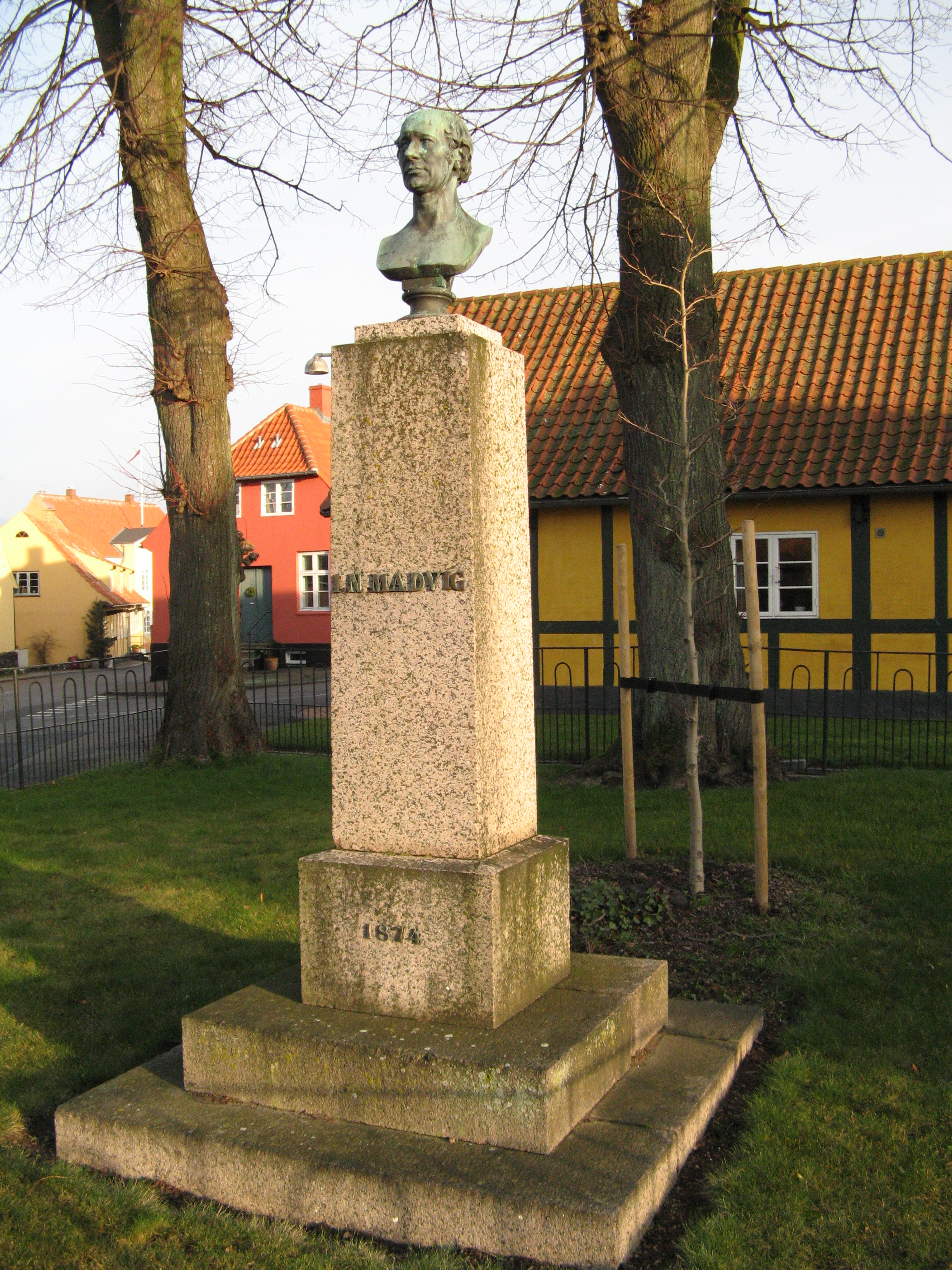
Statue de Johan Nicolai Madvig
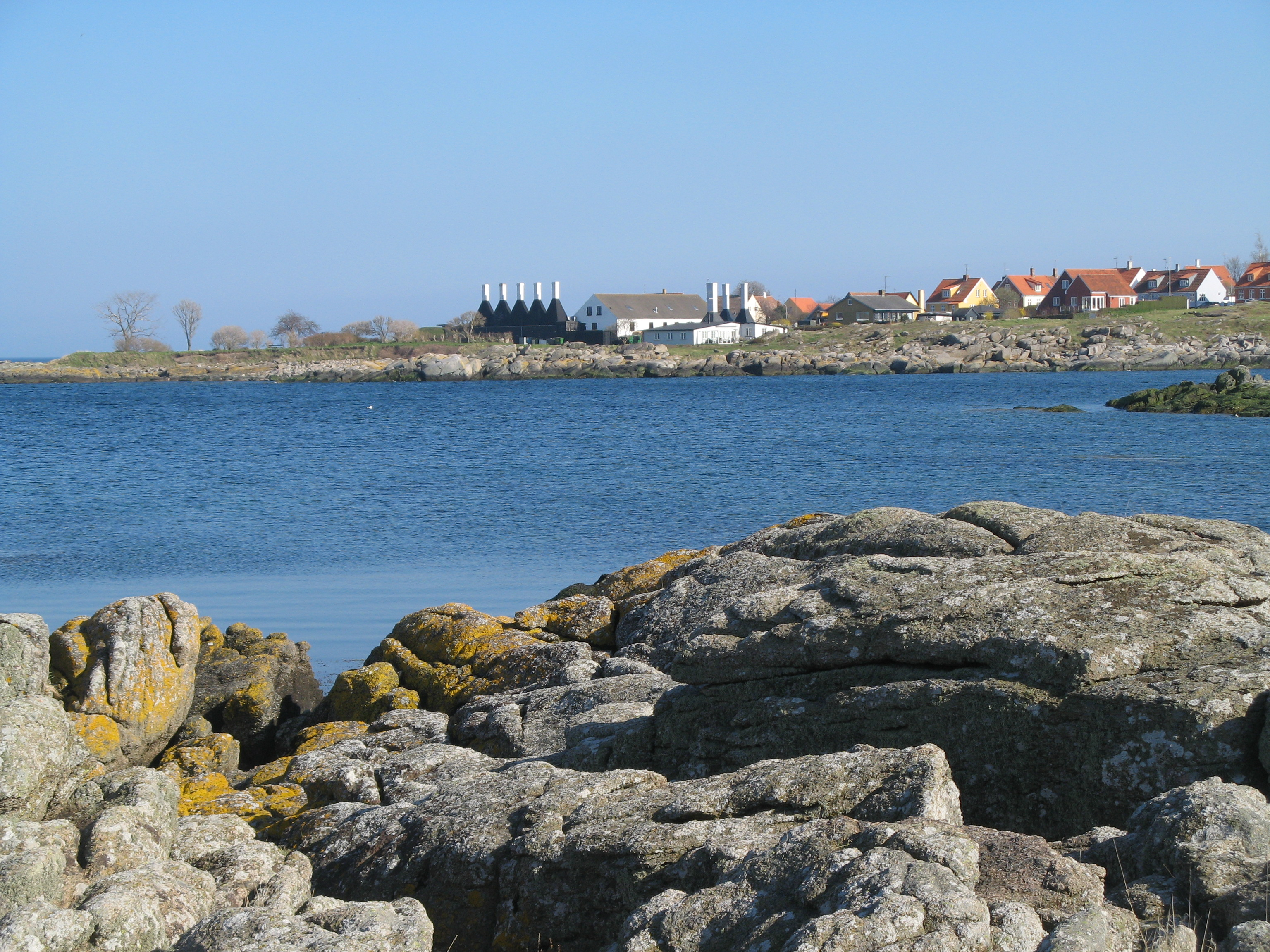
Un atelier de fumage sur le port
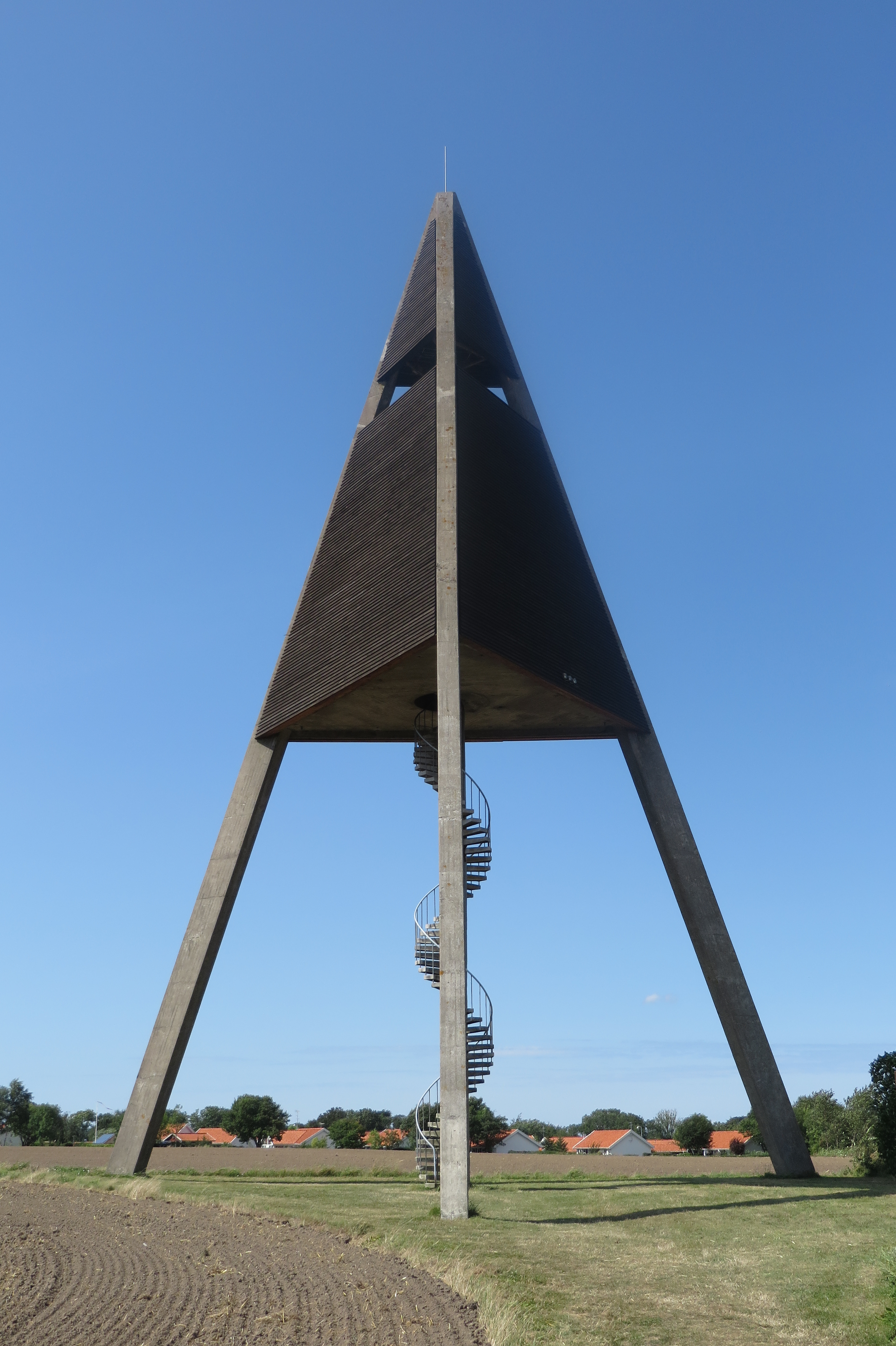
Le château d'eau
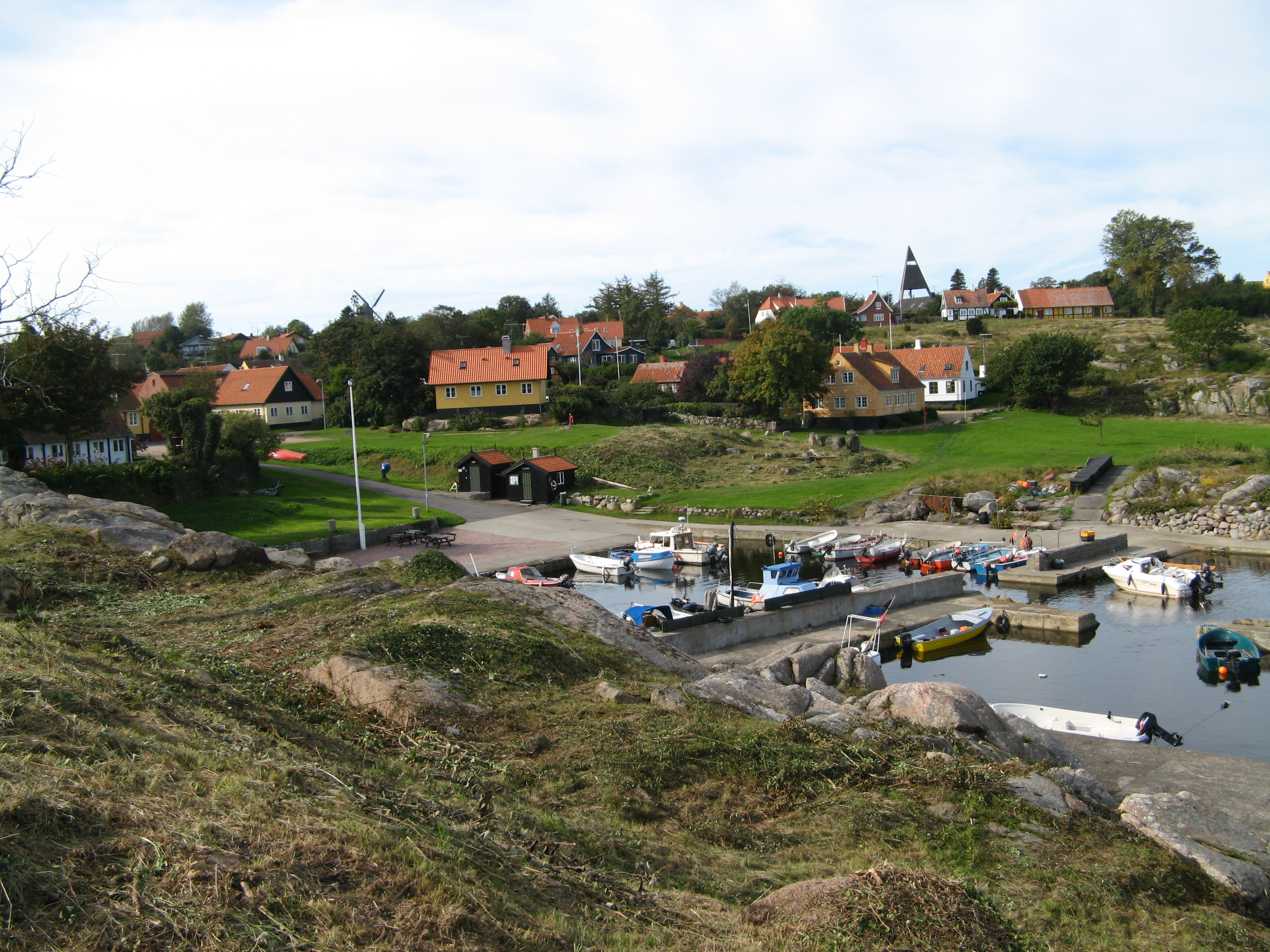
Vigehavn, avec au second plan le moulin du cygne et le château d'eau
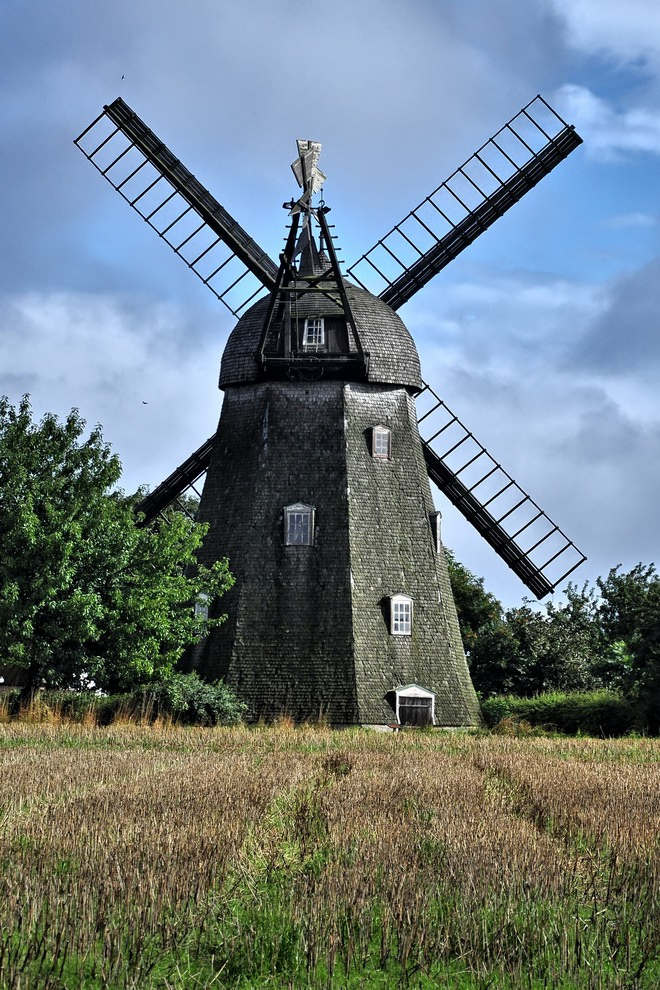
Le moulin du cygne (Svanemøllen)

## Démographie
La population de Svaneke a été estimée en 1770 à 600 habitants. En 1890 elle était grimpée à 1300 habitants, puis elle baissa régulièrement jusqu'à 1067 habitants (au 1er janvier 2012).
Secteurs d'activité à Svaneke en %:
| Berufsgruppe              | 1890  | 1960  | 1984  | 2002  |
| ------------------------- | ----- | ----- | ----- | ----- |
| Agriculture et pêche      | 22 %  | 14 %  | 22 %  | 13 %  |
| Artisanat & Industrie     | 34 %  | 27 %  | 26 %  | 26 %  |
| Commerce & Transport      | 20 %  | 37 %  | 20 %  | 20 %  |
| Administration & Services | 6 %   | 20 %  | 31 %  | 40 %  |
| Autres                    | 18 %  | 2 %   | 1 %   | 1 %   |
| Total                     | 100 % | 100 % | 100 % | 100 % |